# Jommeke

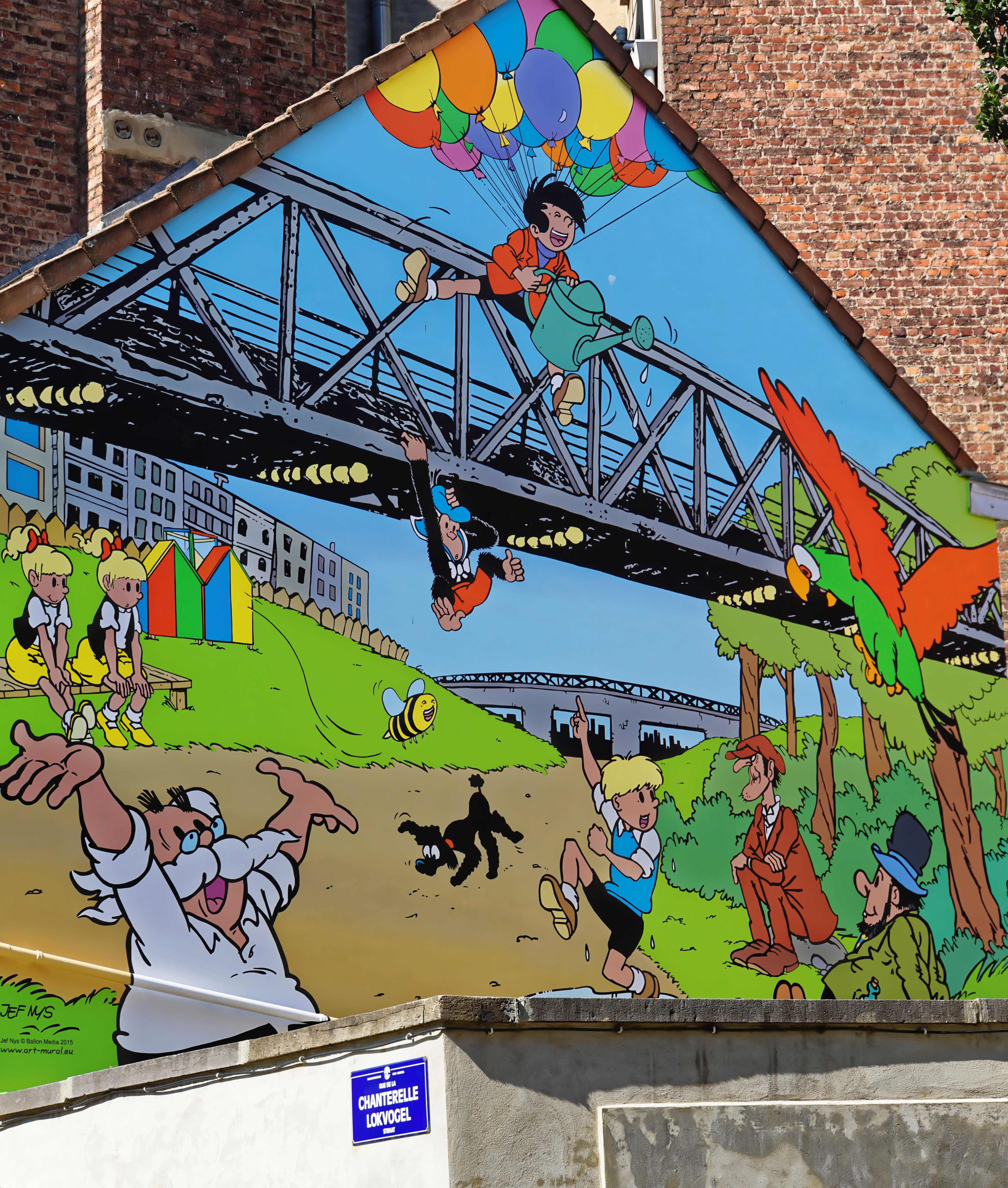
Jommeke. Comicwand in Brüssel, Rue de la Chanterelle 3 / Lokvogelstraat 3 (Parcours BD)

Jommeke ist der Titel einer flämischen Comicserie des belgischen Comic-Zeichners Jef Nys. Am 30. Oktober 1955 wurde die erste Geschichte in einer katholischen Wochenzeitung publiziert. Bis zum Tod von Nys 2009 erschienen 245 Abenteuer. Die Serie wird von einem Zeichnerteam fortgesetzt (Stand 7. April 2021, 304 Abenteuer). Von 1971 bis 1980 wurden 32 Hefte unter dem Titel (Die tollen Abenteuer von) Peter und Alexander in deutscher Sprache publiziert, Folgen 1–18 vom Gemini Verlag und die Folgen 19–34 von Europress. Seit September 2011 wird die deutschsprachige Ausgabe unter dem Originalnamen Jommeke vom stainlessArt ComicVerlag aus Aachen publiziert. Die Jommeke-Comics zielen auf junge Leser, Jungen wie Mädchen ab 6 Jahren, ab.

## Figuren

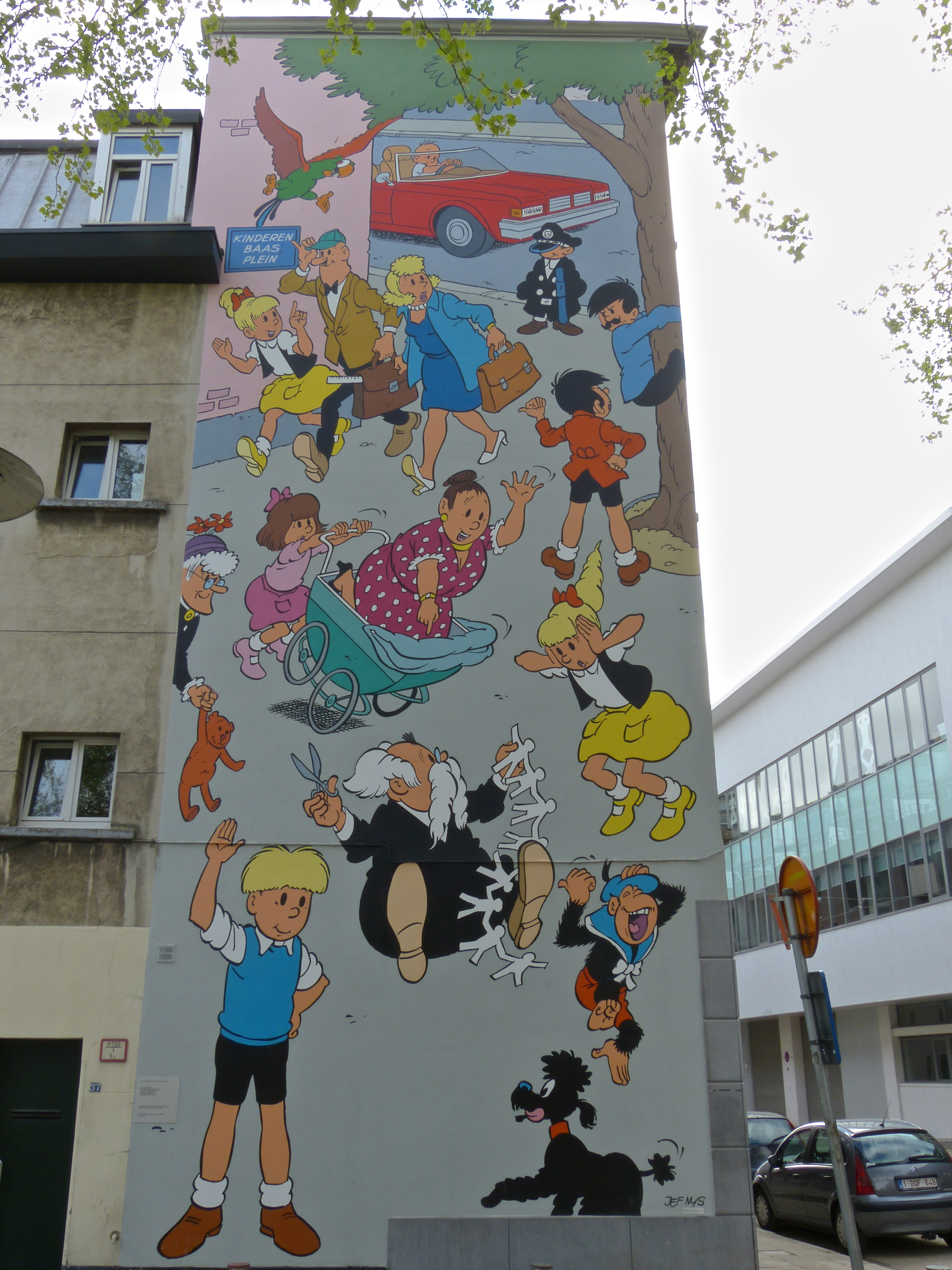
Comicwand in Antwerpen mit Szenen aus dem Album Kinderherrschaft (Kinderen baas), Frans Halsplein

Namen der deutschen Erstveröffentlichung in Klammern
- Jommeke (Peter), 11 Jahre alt, Blondschopf mit weißem Hemd und blauem Pullunder, seine markante Frisur (wie bei den Xingu-Indianer) wird auch oft als Strohdach bezeichnet; Jommeke ist mutig, clever, freundlich, hilfsbereit, tierlieb, unternehmungslustig. Wann immer es gilt, Geheimnissen auf den Grund zu kommen oder Menschen zu helfen, ist er zur Stelle.

- Filiberke (Alexander), Jommekes bester Freund; Erkennungszeichen: rotes Jackett, violetter Rollkragenpulli, pechschwarze Haare (wie seine italienischen Vorfahren); Filiberkes Phantasie kennt keine Grenzen. Oft spielt er gedankenverloren ungewöhnliche Spiele (so spielt er z. B. einen Apfelbaum, indem er sich mit Zweigen versehen mit den Füßen eingräbt und Äpfel hochhält). Filiberke lässt stets alles stehen und liegen, um mit seinem Freund Jommeke zu neuen Abenteuern aufzubrechen.

- Annemieke und Rozemieke (Annemarie und Rosemarie), eineiige Zwillinge; Erkennungszeichen gelbe Sandalen, gelbe Röcke mit Taschen, strohblondes Haar mit Pferdeschwänzen und roten Haarschleifen, weiße Bluse, schwarze Westen; beide sind unzertrennlich; liebenswert; fürsorglich; mutig; unternehmenslustig. Dabei müssen sie auch mal Streit zwischen den Jungen schlichten. Sie verabscheuen Gewalt.

- Professor Jeremias Gobelijn (Prof. Gobelein), Professor für alles und Erfinder; Charakteristisch sind sein weißer Seehundbart und seine weiße Haarpracht, markante Augenbrauen und große Füße. Er ist der schlaueste Mensch auf diesem Planeten und berühmt für seine unglaublichen Erfindungen. Leider ist er auch sehr zerstreut, wodurch er und seine Freunde in die verrücktesten Situationen geraten. Neben diversen Geräten und Tränken zählen zu seinen wichtigsten Erfindungen der U-Boot-Wal und die fliegende Kugel, mit der die Freunde jedes Ziel weltweit schnell erreichen können.

- Flip (Flip): Jommekes sprechender und intelligenter Papagei Flip. Er ist der heimliche Held der Serie. Auf ihn kann sich Jommeke immer verlassen, denn er ist mit seiner Cleverness stets zur Stelle, um Dinge auszukundschaften und Gauner an der Nase herumzuführen. Zudem ist er ein echter Genießer und Gentleman.

- Pekkie (Peggie): Filiberkes schwarzer stolzer Königspudelrüde mit ausgeprägter Schnüffelnase. Sein starkes Gebiss schlägt manchen Gauner in die Flucht.

- Choco (Schocko), der Affe der Zwillinge. Erkennungszeichen Rote Shorts, Matrosenanzug und -kappe. Mal begriffsstutzig und verspielt, dann wieder sehr verständig und von großem Nutzen, wenn es darum geht, unzugängliche Orte kletternd auszukundschaften; Er liebt Schokolade und Schokoladencreme über alles.

- Anatool (Anatol), Bösewicht, Kleinkrimineller und Gegenspieler von Jommeke. In Frack, Kniebundhose und Schnallenschuhen schleicht er sich am liebsten als Diener in die feine Gesellschaft ein, um nach Vermögen und verborgenen Schätzen zu suchen.

- Kwak und Boemel (Kwak und Bummel). Der große, schlaksige Kwak und der kleine, pummelige Boemel (sprich: Bumel) sind nicht die Schlauesten. Manchmal machen die beiden mit dem kleinen Sprachfehler gemeinsame Sache mit Anatool, aber eigentlich sind sie gutmütige, kleine Gauner. Ungewöhnlich ist ihre Behausung, denn sie wohnen in einem Erdloch im Wald.

## Deutsche Veröffentlichung
Seit September 2011 wird die deutschsprachige Ausgabe unter dem Originalnamen Jommeke vom stainlessArt ComicVerlag aus Aachen publiziert. In der Neuübersetzung werden die Originalnamen beibehalten.
Dort sind bisher erschienen (Original-Veröffentlichungsnummern und -titel in Klammern):
- 001 Der Schildkrötenschatz (009 De schildpaddenschat)
- 002 Das Jampuddinggespenst (013 Het Jampuddingspook)
- 003 Kinderherrschaft (026 Kinderen baas)
- 004 Die Planke von Jan Haring (084 De Plank van Jan Haring)
- 005 Der tiefe Brunnen (017 Diep in de put)
- 006 Die Gurkenprinzessin (223 De komkommerprinses)
- 007 Operation Bonsai (219 Operatie bonsai)
- 008 Die Paradiesinsel (012 Paradijseiland)
- 009 Der blaue Wunschstein (256 De blauwe wenssteen)
- 010 Die Kikiwikis (074 De Kikiwikies)
- 011 Holeman (214 Holeman)
- 012 Käse mit Löchern (038 Kaas met gaatjes)
- 013 Die weiße Melone (042 De witte bolhoed)
- 014 Die Königin von Unterland (003 De koningin van Onderland)
- 015 Der Krug von Aztrakan (135 De kruik van Aztrakan)
- 016 Das Kästchen von Sir Pimpeldon (287 Het kistje van Sir Pimpeldon)
- 017 Die Kovonitas (201 De Kovonita´s)
- 018 Der König von Bananopia (271 De koning van Bananopia)
- 019 Die silberne Giraffe (048 De zilveren giraf)
- 020 Jungfraujoch in Gefahr (295 De Jungfrau smelt)
- 021 Der U-Boot-Wal (050 De plastieken walvis)
- 022 Der kleine Professor (090 De kleine professor)
- 023 Die Puddingkönigin (242 De puddingkoningin)
- 024 Das singende Moor (182 Het zingende moeras)
- 025 Berta Gobelijn (183 Berta Gobelijn)
- 026 Die Plastikjäger (300 De plasticjagers)
- 027 Im Land der Pimpelchen (032 In Pimpeltjesland)
- 028 Baron Anatolsky (274 Baron Anatolsky)
- 029 Der Graupapagei (292 De roodstaartpapegaai)
- 030 Die Sonnenmumie (011 De zonnemummie)
- 031 Das fliegende Bierfass (029 De vliegende ton)

## Zeichentrickserie
1982 wurde in Frankreich eine 13-teilige Zeichentrickserie über die Comicfiguren unter dem Namen Les Aventures de Gil et Jo produziert. Die Namenswahl richtete sich nach dem französischen Namen der Comicreihe, Gil et Jo. In Deutschland lief diese Zeichentrickserie von 1989 bis 1990 bei Tele 5 unter dem Titel Gil und Joe.

## Zeitungsveröffentlichung
In den Jahren 2012 und 2013 erschien der Jommeke-Band "Der blaue Wunschstein" auch im Zeitungsverlag Aachen (u. a. Aachener Zeitung, Aachener Nachrichten, Eifeler Zeitung, Heinsberger Zeitung) mit 355.000 Lesern als wöchentliche Fortsetzungsgeschichte in der Magazinausgabe.